# 安東省 (満洲国)
安東省（あんとう-しょう）は満洲国にかつて存在した省。

## 歴史
1934年（康徳元年）12月1日、奉天省の安東、鳳城、岫岩、荘河、寛甸、桓仁、輯安、通化、臨江、長白、撫松の11県に安東省を新設し、省公署を安東県に設置した。1937年（康徳4年）7月1日、通化省の新設に伴い通化、臨江、長白、撫松、輯安5県が通化省に移管され、1市5県を管轄することとなった。

## 下部行政区画
満洲国崩壊直前の下部行政区画は下記の通り
- 安東市
- 鳳城県
- 岫岩県
- 荘河県
- 寛甸県

## 設置
1934年、満洲国政府により安東省が設置される。

## 廃止
1945年8月、満洲国の崩壊と共に自然消滅。

## 歴代省長
特記なき場合『世界諸国の制度・組織・人事 : 1840-2000』による。
- 王茲棟：1934年12月1日 - 1937年7月1日
- 黄富俊：1937年7月1日 - 1939年8月18日
- 丁超：1939年8月18日 - 1942年9月28日
- 曹承宗：1942年9月28日 - （終戦）